# USS Spadefish (SS-411)
USS Spadefish (SS/AGSS-411) — американская подводная лодка класса «Балао» времён Второй мировой войны. Названа в честь вида рыб семейства эфипповых. Несмотря на то, что «Спейдфиш» была введена в строй на позднем этапе войны, и провела всего год на Тихоокеанском театре военных действий, она стала одной из самых результативных американских подлодок. На счету «Спейдфиш» 21 японское судно, не считая нескольких траулеров, и суммарный тоннаж 88091 т.

## История постройки
Подлодка была заложена 27 мая 1943 года на верфи Mare Island NSY в Вальехое. Спуск на воду состоялся 8 января 1944 года, спонсором была Милдред Флоренс Скэнланд, жена коммодора Френсиса Скэнланда. «Спейдфиш» вступила в строй 9 марта 1944 года под командованием Гордона Андервуда.

## Первый поход, июль—сентябрь 1944
14 июня, после завершения испытаний, проходивших у побережья Калифорнии «Спейдфиш» вышла из Сан-Франциско и 22 июня прибыла в Перл-Харбор. 23 июля подлодка отправилась в первый боевой поход в составе группы вместе с USS Picuda (SS-382) и USS Redfish (SS-395).
19 августа во время патрулирования в районе Филиппин, у северо-западного побережья Лусона, «Спейдфиш» потопила свою первую цель — грузо-пассажирское судно «Тамацу-мару» водоизмещением 9589 тонн. Спустя три дня подлодка обнаружила три крупных танкера, следовавших через Лусонский пролив, вышла на позицию для атаки и выпустила две серии торпед, потопив 10023-тонный танкер «Хакко-мару № 2» и повредив второй танкер, который под защитой эсминца ушёл в мелководную бухту на побережье Лусона.
На следующий день «Спейдфиш» безуспешно пыталась обойти корабли, прикрывавшие стоявший в бухте повреждённый танкер. В итоге подлодка выпустила по эсминцу четыре торпеды, но он их обошёл и приступил к сбросу глубинных бомб. В запасе у подлодки оставалось всего три торпеды, и она направилась к Сайпану.
8 сентября «Спейдфиш» патрулировала воды у островов Рюкю и обнаружила конвой из восьми грузовых судов. Атаковав ночью из надводного положения лодка выпустила 20 торпед, потопив суда «Ничиман-мару», «Ничиан-мару», «Синтен-мару», «Сёкей-мару» и повредив ещё несколько. На следующее утро подлодка истратила последние четыре торпеды на корабль, охранявший повреждённый ночью сухогруз, но они прошли под килем. Оставшись без торпед, «Спейдфиш» тем не менее продолжила отслеживать остатки конвоя, который сначала зашёл в гавань Исигаки, затем продолжил движение под в сопровождении пяти кораблей охранения.
24 сентября «Спейдфиш» прибыла в Перл-Харбор, завершив свой первый боевой поход. На её счету было шесть судов суммарным водоизмещением более 31500 тонн. Вместе с 33000 тонн, потопленными другими подлодками «волчьей стаи», общий результат составил 13 судов с общим водоизмещением 64000 тонн.

## Первый поход, октябрь—декабрь 1944
23 октября 1944 года «Спейдфиш» отправилась во второй поход в составе группы, куда входили USS Sunfish (SS-281) и USS Peto. 14 ноября, во время патрулирования в Жёлтом море подлодка торпедировала и потопила сухогруз «Тамайо-мару» (яп. 玉洋丸).
Три дня спустя «Спейдфиш» обнаружила конвой, шедший прямо на неё. Позволив кораблям пройти над неё, подлодка всплыла после захода солнца и начала атаку. Первые шесть торпед были выпущены по основной цели — эскортному авианосцу «Синъё», затем резко отвернула влево и выпустила четыре торпеды из кормовых аппаратов по танкеру. Не имевшие бронирования топливные цистерны «Синъё» взорвались, что привело к сильнейшему пожару, уничтожившему авианосец и большую часть команды — выжило только 70 человек из 1200. Атакованный танкер не получил повреждений.
Позднее той же ночью «Спейдфиш» вновь сблизилась с конвоем для атаки, выпустив четыре торпеды по противолодочному кораблю, который быстро затонул, но остальные корабли сопровождения помешали продолжить атаку.
Четвёртой целью во втором похоже стал 3760-тонный сухогруз «Дайбоси-мару № 6». Поход завершился 12 декабря на атолле Маджуро.

## Третий поход, январь—февраль 1945
После отдыха на базе в Маджуро 6 января 1945 года команда «Спейдфиш» отправилась в третий поход в Жёлтое море вместе с USS Pompon, USS Atule (SS-403) и USS Jallao (SS-368). 28 января подлодка перехватила конвой и атаковала его двумя торпедными залпами. 7158-тонный гидроавианосец «Синуки-мару» взорвался и быстро ушёл на дно, фрегат «Кюме» загорелся и начал медленно тонуть. Три корабля сопровождения начали преследовать «Спейдфиш», но подлодке удалось уйти.
4 февраля было потоплено грузо-пассажирское судно «Тайрай-мару». Два дня спустя в пяти милях от Порт-Артура было потоплено ещё одно — «Сёхей-мару». Японский самолёт сбросил вблизи подлодки глубинную бомбу, но её взрыв не вызвал никаких повреждений и она «Спейдфиш» благополучной прибыла в Гуам 13 февраля.

## Четвёртый поход, март—апрель 1945

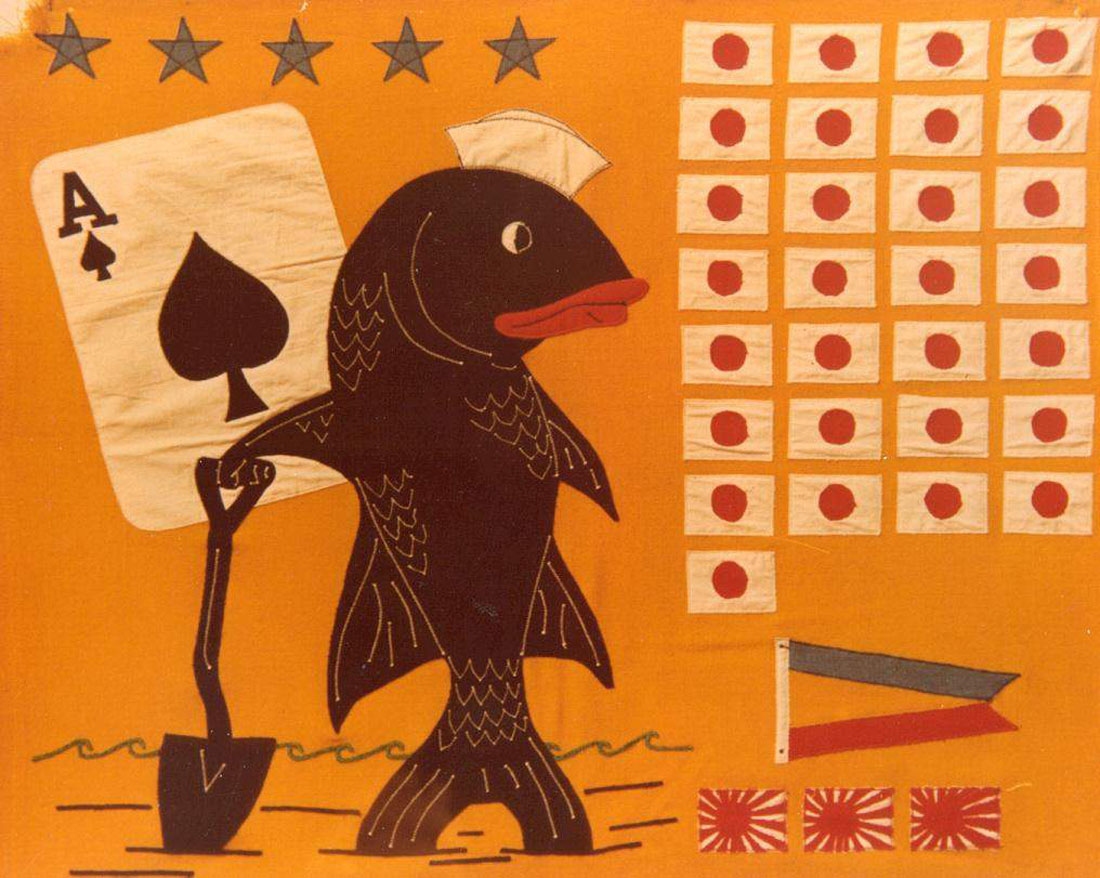
Боевой флаг подводной лодки USS Spadefish.

15 марта «Спейдфиш» покинула Гуам и направилась на патрулирование Восточно-Китайского и Жёлтого морей. 23 марта подлодка обошла четыре корабля сопровождения и выпустила три торпеды, потопившие 2274-тонный сухогруз «Дорё-мару». Затем «Спейдфиш» продолжила патрулирование вдоль побережья Кюсю, продвигаясь на север к Цусимскому проливу, где провела разведку возможного размещения минных полей. 1 апреля подлодка уничтожила японскую шхуну у побережья Кореи, 7 апреля — трёхмачтовую джонку. Два дня спустя подлодка потопила грузовое судно «Ли Тунг», 11 апреля повредила минный тральщик. Поход был завершёл на Гуаме 21 апреля.

## Пятый поход, июнь—июль 1945
После того, как на подлодку установили новое оборудование для обнаружения мин, она отправилась в пятый боевой поход. Цель «Спейдфиш» и ещё восьми подлодок заключалась в проходе через минные поля Цусимского пролива в Японское море. 10 июня, неподалёку от волнолома пристани в Исикари подлодка потопила двумя торпедами грузо-пассажирское судно «Дайген-мару № 2». Затем в тот же день были потоплены суда «Ункай-мару № 8» и «Джинцу-мару».
12 июня «Спейдфиш» потопила огнём из «Эрликона» моторный «Сампан» и три траулера. Ночью 13 июня по ошибке был потоплен советский пароход «Трансбалт», шедший из Сиэтла с грузом ленд-лиза. Две торпеды попали в правый борт и через 10 минут судно затонуло. Из 99 членов экипажа погибли пятеро, остальным удалось спастись на шлюпках.
14 июня подлодка потопила грузо-пассажирское судно «Сейзан-мару», затем в ходе ночной атаки 17 июня был потоплен минный заградитель «Эйдзё-мару». Вся группа подлодок покинула Японское море и 4 июля прибыла в Перл-Харбор.
Известие о капитуляции Японии застало «Спейдфиш» при подготовке к шестому походу. Она оставалась в Перл-Харбор до 2 сентября, затем направилась на верфь Мар-Айленд, где была декомиссована 3 мая 1946 года и переведена в резерв. «Спейдфиш» переквалифицировали во вспомогательную подлодку и присвоили номер AGSS-411. 6 ноября 1962 года подлодка была исключена из списков флота и продана на слом в 1969.
«Спейдфиш» получила четыре боевых звезды за службу во Второй мировой войне.

## В массовой культуре
«Спейдфиш» стала одной из нескольких подводных лодок (наряду с USS Tang (SS-306), USS Bowfin (SS-287), USS Growler (SS-215) и USS Seawolf (SS-197)), чей боевой путь можно воспроизвести в изданной компанией MicroProse в 1985 году игре Silent Service и её портах под различные системы, включая версию 1989 года для NES.